# نیما فلاح
نیما فلّاح (زادهٔ ۴ دی ۱۳۵۱) در تهران، بازیگر سینما، تلویزیون و تئاتر اهل ایران است. بیشتر شهرت او برای ایفای نقش  «هادی خوش مرام» در مجموعه تلویزیونی باغ سرهنگ (۱۳۹۲) می‌باشد.
وی همسر سحر ولدبیگی (بازیگر) و دارای مدرک کارشناسی گرافیک مطبوعاتی است.
او بازی در تلویزیون را در سال ۱۳۷۳ با نقش دستیار درک (هنرا) در مجموعه طنز ساعت خوش به کارگردانی مهران مدیری آغاز کرد و دوباره با مهران مدیری در برنامه سال خوش و نوروز ۷۷ و جنگ ۷۷ به ترتیب فعالیت بازیگری‌اش را ادامه داد.

## فیلم‌شناسی

### مجموعه تلویزیونی
| سال       | نام                        | کارگردان               | نقش                   |
| --------- | -------------------------- | ---------------------- | --------------------- |
| ۱۴۰۳      | جوکر۲                      | احسان علیخانی          | شرکت کننده            |
| ۱۴۰۰-۱۴۰۱ | مسابقه تعاملی کهکشان       | محمد رضا درخشان        | مجری                  |
|           | مجموعه ویدئویی رالی ایرانی | آرش معیریان            |                       |
|           | دورهمی                     | مهران مدیری            |                       |
|           | ازدواج محرمانه             | سحر ولدبیگی            |                       |
| ۱۳۹۴      | عطسه                       | مهران مدیری            |                       |
| ۱۳۹۴–۱۳۹۳ | در حاشیه۲                  | مهران مدیری            | اژدر                  |
| ۱۳۹۲      | شوخی کردم                  | مهران مدیری            |                       |
| ۱۳۹۲      | باغ سرهنگ                  | فلورا سام              | هادی خوش مرام         |
| ۱۳۹۱      | مسیر انحرافی               | بهرنگ توفیقی           |                       |
| ۱۳۸۹      | آب‌پریا                     | مرضیه برومند           | مهندس شرکت ماهی طلایی |
| ۱۳۸۸      | مسافر زمان ۲               | مسعود نوابی            | هوشیار                |
| ۱۳۸۵      | من نه منم                  | بهروز خلجی             |                       |
| ۱۳۸۲      | این سه نفر                 | اصغر توسلی             | سامان شب چراغی        |
| ۱۳۸۱      | زنگ آخر                    | نیما فلاح              | کارگردان              |
| ۱۳۸۱      | پسرخاله‌ ها                 | رضا فیاضی              |                       |
| ۱۳۸۰      | رستوران خانوادگی           | حسین سهیلی‌زاده         |                       |
| ۱۳۷۹      | داستان‌های نوروز            | مرضیه برومند           |                       |
| ۱۳۷۹      | دختران                     | اصغر توسلی             |                       |
| ۱۳۷۸      | قطار ابدی                  | بهروز بقایی رضا عطاران | نیما معمولی           |
| ۱۳۷۸      | ببخشید شما                 | مهران مدیری            |                       |
| ۱۳۷۷      | بیست                       | محمد حسن زاده          |                       |
| ۱۳۷۷      | جنگ ۷۷                     | مهران مدیری            |                       |
| ۱۳۷۶      | نوروز ۷۷                   | مهران مدیری            |                       |
| ۱۳۷۵      | سلام، سلام                 | سید علی سمنانی         |                       |
| ۱۳۷۵      | راهی                       | رامین حیدری فاروقی     |                       |
| ۱۳۷۴      | سال خوش                    | مهران مدیری            |                       |
| ۱۳۷۳      | ساعت خوش                   | مهران مدیری            |                       |
| ۱۳۷۳      | نوروز ۷۴                   | محمد صالح علا          |                       |

### سینمایی
| سال  | نام                    | کارگردان         | نقش |
| ---- | ---------------------- | ---------------- | --- |
| ۱۴۰۱ | رها و انگشتر جادو      | امیر مومنی اصل   |     |
| ۱۳۹۴ | آشوب                   |                  |     |
| ۱۳۹۳ | شهر موشها ۲            | مرضیه برومند     |     |
| ۱۳۸۹ | گلوگاه                 |                  |     |
| ۱۳۷۸ | دست‌های آلوده           | سیروس الوند      |     |
| ۱۳۸۴ | آکواریوم               | ایرج قادری       |     |
| ۱۳۸۱ | سیزده گربه روی شیروانی | علی عبدالعلی‌زاده |     |
| ۱۳۸۰ | غزل                    | محمدرضا زهتابی   |     |
| ۱۳۶۴ | شهر موشها              |                  |     |

### شبکه نمایش خانگی
| سال  | نام         | کارگردان       | نقش |
| ---- | ----------- | -------------- | --- |
| ۱۳۹۱ | رالی ایرانی | آرش معیریان    |     |
| ۱۳۹۲ | شوخی کردم   | مهران مدیری    |     |
| ۱۳۹۶ | آشوب        | کاظم راست‌گفتار |     |
| ۱۴۰۳ | جوکر ۲      | احسان علیخانی  |     |